# 여우와 아이
여우와 아이(Le Renard Et L'Enfant, The Fox & The Child)는 프랑스에서 제작된 뤽 자케 감독의 2007년 모험, 드라마, 가족 영화이다. 이자벨 까레 등이 주연으로 출연하였고 이브 다론듀 등이 제작에 참여하였다.

## 출연

### 주연
- 이자벨 까레

### 조연
- 엠브라 안지올리니
- 소피에 고불
- 케이트 윈슬렛

## 제작진
- 프로듀서: 칼리 리거트우드
- 배역: 타티아나 비알레